# Xiaomi Redmi K20 Pro
Redmi K20 Pro — смартфон бренда Redmi, который принадлежит компании Xiaomi. В Европе модель представлена под названием Xiaomi Mi 9T Pro. По заявлению компании, Redmi K20 Pro — «самый быстрый смартфон в мире».

## Технические характеристики
- Материалы корпуса: стекло (Corning Gorilla Glass 5), металл (алюминий)
- Операционная система: Android 9.0 (Pie) + MIUI 10 (11)
- SIM: две nano-SIM
- Экран: AMOLED, диагональ 6,39", разрешение 2340 × 1080 точек, 19,5:9, ppi 403
- Процессор: восьмиядерный Qualcomm Snapdragon 855
- Графика: Adreno 640
- Оперативная память: 6/8 ГБ
- Память для хранения данных: 64/128/256 ГБ
- Разъёмы: USB Type-C, Jack 3,5 мм
- Основная камера: три модуля 48[источник не указан 2125 дней] + 8 + 13 Мп, оптический зум, двойная LED-вспышка, HDR
- Фронтальная камера: выдвижная, 20 Мп, f/2.2
- Сети: 2G/3G/LTE
- Интерфейсы: Wi-Fi a/b/g/n/ac, Bluetooth 5.0
- Навигация: GPS, ГЛОНАСС, GALILEO, BeiDou
- Дополнительно: сканер отпечатков пальцев, гироскоп, акселерометр, компас, NFC
- Батарея: 4000 мАч, Quick Charge 4+
- Габариты: 156,7 × 74,3 × 8,8 мм
- Вес: 191 г

## Программное обеспечение
Redmi K20 Pro доступно обновление операционной системы до Android 10 Q  и Android 11 R. С помощью энтузиастов, которые разработали прошивку, смартфон получил обновление до Android 14 U.

## Продажи
28 мая 2019 года в Пекине была представлена модель Redmi K20 Pro. Продажи в Китае стартовали 1 июня 2019 года. Версия 6/64 ГБ продавалась за 360 долларов, 6/128 ГБ — 375 долларов, 8/128 ГБ — 405 долларов, максимальная версия с 8/256 ГБ - за 435 долларов (что на тот момент составляло 28 100 рублей). По сообщению компании, первая партия K20 Pro объёмом в 200 000 устройств была раскуплена менее чем за два часа с начала продаж. В результате продажи были приостановлены из-за большого спроса, после чего Лю Вейбинг официально заявил о том, что компания нарастит производство.
Анонс для европейского рынка состоялся 20 августа 2019 года. Цена смартфона начинается с 399 евро. В России смартфон ещё не был представлен, поэтому официальные продажи пока не начались. При этом в «серой» продаже на российском рынке версия 6/64 ГБ на август 2019 стоила 24 150 рублей.
K20 Pro изначально выпускался в трех цветах: чёрный, красный и синий. Затем компания выпустила модель в белой цветовой гамме с золотистой металлической рамкой под названием «Летний мёд».
Для Индии была выпущена специальная золотая версия с бриллиантами по цене 6976 долларов.

## Защита
О том, что у Mi 9T и Mi 9T Pro есть защита от воды P2i, сообщил глава бренда Redmi Лю Вейбинг.